# Bucova, Caraș-Severin
Bucova este un sat în comuna Băuțar din județul Caraș-Severin, Transilvania, România.
Deși astăzi este inclusă în județul Caraș-Severin, localitatea nu face parte din Banatul istoric. Totuși, influențele culturale ale Banatului de munte au fost foarte puternice, așezarea fiind de facto bănățeană.

## Atracții turistice
- Dăncioanea (sit de importanță comunitară inclus în rețeaua europeană Natura 2000 în România)

## Galerie de imagini

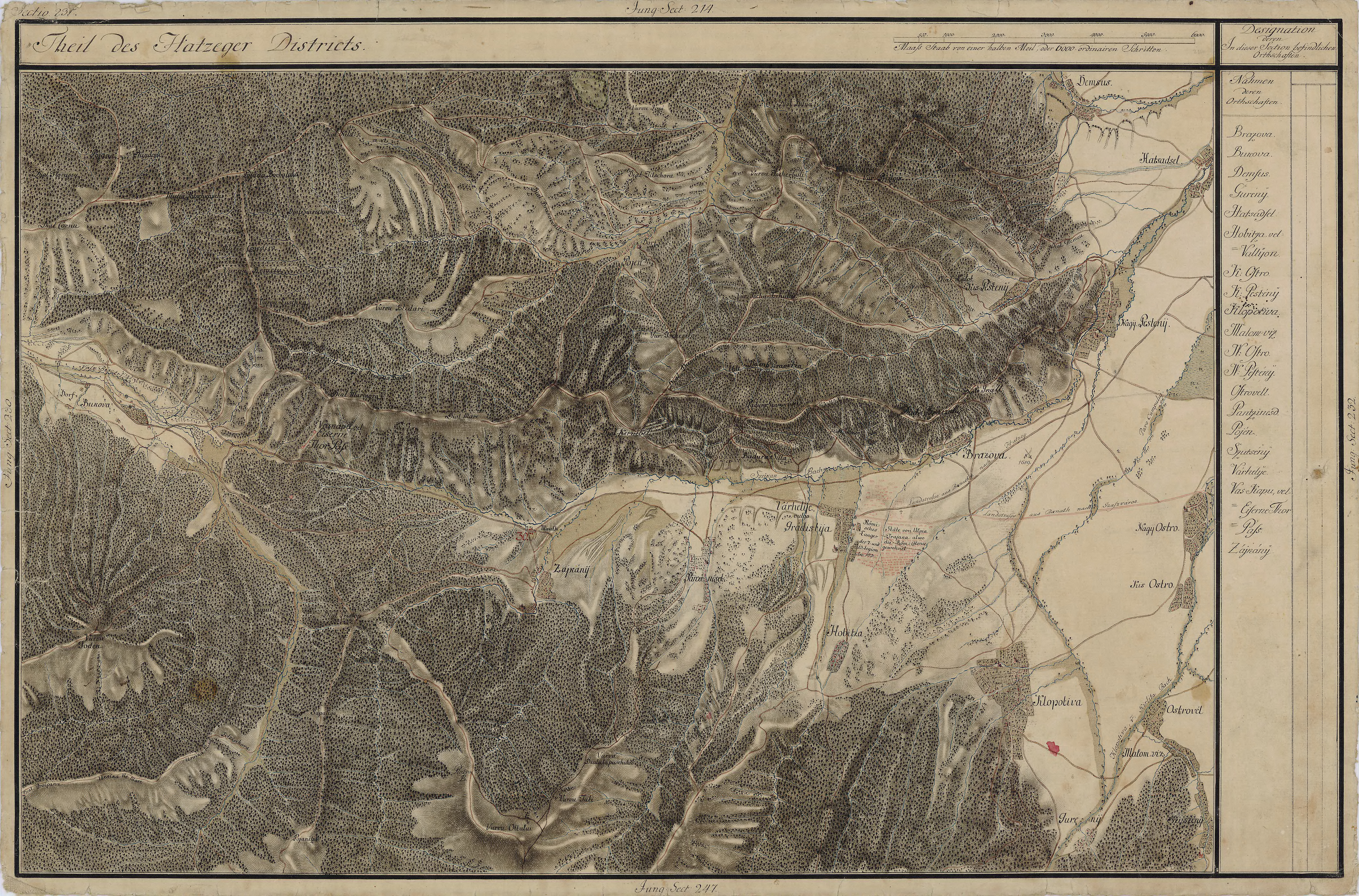
Bucova pe Harta Iosefină a Transilvaniei, 1769-1773